# Tiếng Hmu
Tiếng Hmu (hveb Hmub), còn được gọi là Miêu Kiềm Đông (黔东 Miêu Đông Quý Châu), Miêu Trung, H'Mông Đông, hoặc (hơi mơ hồ) Miêu Đen, là một cụm phương ngữ trong ngữ tộc H'mông ở Trung Quốc và Đông Bắc Việt Nam. Phương ngữ đã được nghiên cứu kỹ nhất là ở làng Dưỡng Hao (养蒿), huyện Đài Giang, tỉnh Quý Châu, Trung Quốc.
Khách Nỗ 咯努, một phương ngữ Hmu, có 11.450 người nói (tính đến năm 2000), cư trú ở phía nam thành phố Khải Lý, Quý Châu . Người Khách Nỗ khác biệt về mặt dân tộc với người Hmu khác.

## Tên gọi
Các từ đồng nghĩa bao gồm m̥ʰu33 ở Khải Lý, mo33 ở huyện Cẩm Bình, mu13 ở huyện Thiên Trụ, m̥ə33 ở huyện Hoàng Bình, qa33 nəu13 ở một số khu vực của Kiềm Đông Nam (theo Miêu Ngữ Giản Chí 苗语简志 1985), và ta11 mu11 tại huyện tự trị dân tộc Miêu Dung Thủy, Quảng Tây .
Tại Việt Nam tiếng Na-Miểu được nói bởi người H'Mông ở xã Cao Minh huyện Tràng Định tỉnh Lạng Sơn có thể liên quan chặt chẽ với ngôn ngữ này .

## Ngữ âm
|                    |                    | Đôi Môi | Chân răng | Chân răng vòm hóa | Ngạc mềm | Lưỡi gà | Thanh hầu |
| ------------------ | ------------------ | ------- | --------- | ----------------- | -------- | ------- | --------- |
| Mũi                | hữu thanh          | m /m/   | n /n/     | ni /nʲ/           | ng /ŋ/   |         |           |
| Mũi                | bật hơi            | hm /m̥ʰ/ | hn /n̥ʰ/   | hni /n̥ʲʰ/         |          |         |           |
| Tắc                | tenuis             | b /p/   | d /t/     | di /tʲ/           | g /k/    | gh /q/  | (/ʔ/)     |
| Tắc                | bật hơi            | p /pʰ/  | t /tʰ/    | ti /tʲʰ/          | k /kʰ/   | kh /qʰ/ |           |
| Tắc xát            | tenuis             |         | z /ts/    | j /tɕ/            |          |         |           |
| Tắc xát            | bật hơi            |         | c /tsʰ/   | q /tɕʰ/           |          |         |           |
| Xát giữa lưỡi      | hữu thanh          | w /v/   | r /z/     | y /ʑ/             | v /ɣ/    |         |           |
| Xát giữa lưỡi      | tenuis             | f /f/   | s /s/     | x /ɕ/             |          |         | h /h/     |
| Xát giữa lưỡi      | bật hơi            | hf /fʰ/ | hs /sʰ/   | hx /ɕʰ/           | hv /xʰ/  |         |           |
| Xát cạnh lưỡi      | tenuis             |         | dl /ɬ/    | dli /ɬʲ/          |          |         |           |
| Xát cạnh lưỡi      | bật hơi            |         | hl /ɬʰ/   | hli /ɬʲʰ/         |          |         |           |
| Tiếp cận cạnh lưỡi | Tiếp cận cạnh lưỡi |         | l /l/     | li /lʲ/           |          |         |           |

Không có sự phân biệt giữa âm [ʔ] với phụ âm đầu vắng mặt (nghĩa là, nếu chúng ta chấp nhận /ʔ/ là âm vị phụ âm thì có từ nào bắt đầu bằng nguyên âm trong tiếng H'mu). Âm [ʔ] chỉ gặp trong từ mang thanh 1, 3, 5, 7.